# Чемпионат Вологодской области по футболу
Чемпионат Вологодской области по футболу — футбольный турнир, проводимый Вологодской областной федерацией футбола и объединяющей любительские футбольные клубы Вологодской области. Чемпионат проводится по системе лиги, состоящей из двух дивизионов.

## История
Первое упоминание о футболе в Вологде датируется 25 мая 1911 года, когда в газете «Вологодский листок» было опубликовано сообщение о проведении 29 мая футбольного турнира. В 1913 году была основана первая футбольная лига города Вологды — кубок по футболу имени Арсеньева, который разыгрывался до 1921 года.
В 1923 году впервые был сыгран чемпионат Вологодской губернии, в 1924 году был проведён второй сезон. Больше этот турнир не разыгрывался.
23 сентября 1937 года была образована Вологодская область. 6 июля 1938 года был разыгран первый турнир области — кубок региона по футболу. Первым обладателем кубка стал череповецкий «Локомотив».
С 1948 года чемпионат области проводится регулярно.

## Таблица призёров чемпионата

### Чемпионат Вологодской губернии
| Год  | Чемпион                  | Серебряный призёр           |
| ---- | ------------------------ | --------------------------- |
| 1923 | ССГОД (Вологда)          | Грязовец                    |
| 1924 | Клуб имени КИМ (Вологда) | Свердловско-Сухонский район |

### Чемпионат Вологодской области
| Год   | Чемпион                                  | Серебряный призёр        | Бронзовый призёр              |
| ----- | ---------------------------------------- | ------------------------ | ----------------------------- |
| 1949  | Красная Звезда (Сокол)                   | -                        | -                             |
| 1950  | Результаты неизвестны                    | -                        | -                             |
| 1951  | Сборная Вологды                          | Сборная Сокола           | Сборная Череповца             |
| 1952  | Строитель (Череповец)                    | -                        | -                             |
| 1953  | Красная Звезда (Сокол)                   | Строитель (Череповец)    | -                             |
| 1954  | Локомотив (Вологда)                      | -                        | -                             |
| 1955  | Строитель (Череповец)                    | -                        | -                             |
| 1956  | Металлург (Череповец)                    | Строитель (Череповец)    | Депо (Вологда)                |
| 1957  | Сокольский ЦБК (Сокол)                   | Льнокомбинат (Вологда)   | Сухонский ЦБК (Сокол)         |
| 1958* | Локомотив (Вологда)                      | Металлург (Череповец)    |                               |
| 1959  | Строитель (Череповец)                    | Льнокомбинат (Вологда)   | Локомотив (Вологда)           |
| 1960  | Строитель (Череповец)                    | Льнокомбинат (Вологда)   | Строитель (Вологда)           |
| 1961  | Строитель (Череповец)                    | Текстильщик (Вологда)    | Металлург (Череповец)         |
| 1962  | Строитель (Череповец)                    | -                        | -                             |
| 1963  | Труд (Вологда)                           | Строитель (Череповец)    | Металлург (Череповец)         |
| 1964  | Строитель (Череповец)                    | Текстильщик (Вологда)    | Металлург (Череповец)         |
| 1965  | Строитель (Череповец)                    | Текстильщик (Вологда)    | Металлург (Череповец)         |
| 1966  | Металлург (Череповец)                    | Строитель (Череповец)    | Текстильщик (Вологда)         |
| 1967  | Строитель (Череповец)                    | Металлург (Череповец)    | Труд Сухонский ЦБК (Сокол)    |
| 1968  | Строитель (Череповец)                    | ВПРВЗ (Вологда)          | Металлург (Череповец)         |
| 1969  | Строитель (Череповец)                    | Металлург (Череповец)    | Текстильщик (Вологда)         |
| 1970  | Строитель (Череповец)                    | Металлург (Череповец)    | ВПРВЗ (Вологда)               |
| 1971  | Металлург (Череповец)                    | Строитель (Череповец)    | Труд Сухонский ЦБК (Сокол)    |
| 1972  | Строитель (Череповец)                    | Металлург (Череповец)    | Динамо (Вологда)              |
| 1973  | Строитель (Череповец)                    | Металлург (Череповец)    | Труд Сухонский ЦБК (Сокол)    |
| 1974  | Сухона (Сокол)                           | Металлург (Череповец)    | Строитель (Череповец)         |
| 1975  | Металлург (Череповец)                    | Сухона (Сокол)           | Строитель (Череповец)         |
| 1976  | Металлург (Череповец)                    | Строитель (Череповец)    | Сухона (Сокол)                |
| 1977  | Сухона (Сокол)                           | Металлург (Череповец)    | Сельстрой (Вологда)           |
| 1978  | Металлург (Череповец)                    | Сухона (Сокол)           | Искра (Вологда)               |
| 1979  | Сухона (Сокол)                           | Металлург (Череповец)    | Локомотив (Вологда)           |
| 1980  | Сухона (Сокол)                           | Искра (Вологда)          | Металлург (Череповец)         |
| 1981  | Металлург (Череповец)                    | Сухона (Сокол)           | Строитель (Череповец)         |
| 1982  | Металлург (Череповец)                    | Химик (Череповец)        | Сухона (Сокол)                |
| 1983  | Металлург (Череповец)                    | Сухона (Сокол)           | Искра (Вологда)               |
| 1984  | Металлург (Череповец)                    | Химик (Череповец)        | Сухона (Сокол)                |
| 1985  | Химик (Череповец)                        | Металлург (Череповец)    | Строитель (Череповец)         |
| 1986  | Локомотив (Вологда)                      | Химик (Череповец)        | Водник (Вологда)              |
| 1987  | Динамо-2 (Вологда)                       | Сухона (Сокол)           | Металлург (Череповец)         |
| 1988  | Сухона (Сокол)                           | Локомотив (Вологда)      | Металлург (Череповец)         |
| 1989  | Металлург (Череповец)                    | Аммофос (Череповец)      | Север (Харовск)               |
| 1991  | Аммофос (Череповец)                      | Зенит (Вологда)          | Стекольщик (Чагода)           |
| 1993  | Стекольщик (Чагода)                      | Локомотив (Вологда)      | Варгон (Майский)              |
| 1995  | Сухона (Сокол)                           | Металлург (Череповец)    | Локомотив (Вологда)           |
| 1997  | Сухона (Сокол)                           | ЧПЗ-Булат (Череповец)    | Савтос (Череповец)            |
| 1998  | Молочное                                 | Аист (Череповец)         | Сухона (Сокол)                |
| 1999  | Сельскохозяйственная академия (Молочное) | Аист (Череповец)         | Северсталь-Авто (Черповец)    |
| 2000  | Молочное                                 | Подшипник-ВПЗ (Вологда)  | Северсталь (Черповец)         |
| 2001  | Молочное                                 | Подшипник-ВПЗ (Вологда)  | Северсталь (Черповец)         |
| 2002  | Подшипник-ВПЗ (Вологда)                  | Молочное                 | СДЮШОР Динамо (Вологда)       |
| 2003  | Возрождение России (Вологда)             | Молочное                 | Северсталь (Череповец)        |
| 2004  | Северсталь (Череповец)                   | Молочное                 | Аист (Череповец)              |
| 2005  | Молочное                                 | Северсталь (Черповец)    | Инвестстрой (Вологда)         |
| 2006  | Молочное                                 | Северсталь (Черповец)    | Аист (Череповец)              |
| 2007  | Молочное                                 | Северсталь (Черповец)    | Аист (Череповец)              |
| 2008  | Северсталь (Черповец)                    | Молочное                 | Строитель (Череповец)         |
| 2009  | Строитель (Череповец)                    | Динамо (Вологда)         | Аист (Череповец)              |
| 2010  | СДЮШОР-Инвестстрой (Вологда)             | Динамо (Вологда)         | Молочное                      |
| 2011  | Вологда                                  | Динамо (Вологда)         | Вологодское кружево (Вологда) |
| 2012  | Вологда-м                                | Агромяспром (Вологда)    | Динамо (Вологда)              |
| 2014  | Агромяспром (Вологда)                    | Блюменсток (Вологда)     | Вологда-м                     |
| 2015  | Череповец                                | Блюменсток (Вологда)     | Агромяспром (Вологда)         |
| 2016  | Череповец                                | Блюменсток (Вологда)     | Агромяспром (Вологда)         |
| 2017  | Блюменсток (Вологда)                     | Череповец                | Сухона (Сокол)                |
| 2018  | Череповец                                | Сухона (Сокол)           | 4 сада (Вологда)              |
| 2019  | Череповец                                | Химик (Коряжма)          | Химик (Череповец)             |
| 2020  | Череповец                                | Сититайм (Вологда)       | Химик (Коряжма)               |
| 2021  | Череповец                                | Динамо-СШОР (Вологда)    | Сухона (Сокол)                |
| 2022  | Череповец                                | Череповец-2              | Ультрас (Сямжа)               |
| 2023  | Череповец                                | Олимп (Вологдский район) | Химик (Коряжма)               |
| 2024  | Череповец                                | Олимп (Вологдский район) | Сухона (Сокол)                |

- В сезоне 1958 первенство не разыгрывалось, звание чемпиона области присуждалось обладателю кубка